# Bruce Rollick
Bruce Irwin Alexander Rollick (* 11. April 1943 in Vancouver; † 23. März 2008 in Palm Desert) war ein kanadischer Badmintonspieler.

## Karriere
Bruce Rollick gewann seinen ersten Titel bei den Internationalen Meisterschaften von Kanada 1968 im Herreneinzel. Erst ein Jahr später siegte er erstmals bei den nationalen Meisterschaften mit Ehefrau Judi im Mixed. 1972 gewann er sowohl im Doppel als auch im Einzel den kanadischen Titel. In vier Saisons stand er im Thomas-Cup-Team. 1970 nahm er an den Commonwealth Games teil. Nach seiner aktiven Laufbahn war er als Trainer tätig. Bis zu seinem überraschenden Tod 2008 war er mit Judi Rollick verheiratet.

## Erfolge
| Saison | Veranstaltung                          | Disziplin    | Platz | Name                           |
| ------ | -------------------------------------- | ------------ | ----- | ------------------------------ |
| 1962   | Kanada: Juniorenmeisterschaften        | Herrendoppel | 1     | E. Paterson / B. Rollick, BC   |
| 1968   | Kanada: Internationale Meisterschaften | Herreneinzel | 1     | Bruce Rollick                  |
| 1969   | Kanada: Einzelmeisterschaften          | Mixed        | 1     | Bruce Rollick / J. Rollick, BC |
| 1970   | Kanada: Einzelmeisterschaften          | Herreneinzel | 1     | Bruce Rollick, BC              |
| 1971   | Kanada: Einzelmeisterschaften          | Herreneinzel | 1     | Bruce Rollick, BC              |
| 1972   | Kanada: Einzelmeisterschaften          | Herreneinzel | 1     | Bruce Rollick, BC              |
| 1972   | Kanada: Einzelmeisterschaften          | Herrendoppel | 1     | R. Paterson / B. Rollick, BC   |
| 1975   | Kanada: Einzelmeisterschaften          | Herreneinzel | 1     | Bruce Rollick, BC              |
| 1976   | Kanada: Einzelmeisterschaften          | Herreneinzel | 1     | Bruce Rollick, BC              |
| 1977   | Kanada: Einzelmeisterschaften          | Mixed        | 1     | B. Rollick / Mimi Nilsson, BC  |
| 1986   | Kanada: Masters 40 plus                | Herrendoppel | 1     | B. Rollick / Rolf Paterson     |
| 1999   | Kanada: Masters 55 plus                | Herrendoppel | 1     | Rolf Paterson / B. Rollick     |

## Referenzen
- Kanadische Meister (Memento vom 24. Juni 2010 im Internet Archive)
- Bob Ferguson: Who’s who in Canadian sport, Scarborough, Prentice-Hall of Canada, 1977
- Nachruf

| Personendaten    | Personendaten                  |
| ---------------- | ------------------------------ |
| NAME             | Rollick, Bruce                 |
| ALTERNATIVNAMEN  | Rollick, Bruce Irwin Alexander |
| KURZBESCHREIBUNG | kanadischer Badmintonspieler   |
| GEBURTSDATUM     | 11. April 1943                 |
| GEBURTSORT       | Vancouver                      |
| STERBEDATUM      | 23. März 2008                  |
| STERBEORT        | Palm Desert                    |